# Radif
Le radif est un corpus musical considéré par les Iraniens comme un héritage dont le but est de préserver et transmettre les éléments significatifs de leur culture musicale.
« Le Radif de la musique iranienne » a été inscrit en 2009 par l'UNESCO sur la liste représentative du patrimoine culturel immatériel de l’humanité.

## Description
Le radif se compose de centaines de motifs mélodiques appelés gusheh (coins) classés dans des groupes appelés dastgah (structure) ou avaz (chant). Les avaz sont des sous-groupes dérivés des dastgah. 
Il existe des radif-s pour divers instruments et de divers maîtres. Il s'agit donc d'une suite de motifs mélodiques permettant l'approche d'un mode. Il faut les connaître par cœur pour pouvoir improviser à partir d'eux. 
Chaque dastgah ou avaz peut être considéré comme un mode musical. Le radif le plus connu est celui de Mirza Abdollah grand maître du setâr qui est constitué comme suit :
- Dastgah-e Mahour
- Dastgah-e Shur
- Dastgah-e Homayoun
- Dastgah-e Nava
- Dastgah-e Rastpanjgah
- Dastgah-e Tchahargah
- Dastgah-e Segah
- Avaz-e Bayat-e Ispahan
- Avaz-e Bayat-e Tork
- Avaz-e Abu Ata
- Avaz-e Afshari
- Avaz-e Dashti